# Francheville (Eure)
Francheville település Franciaországban, Eure megyében. Lakosainak száma 1252 fő (2018. január 1.). Francheville Bémécourt, Bourth, Chéronvilliers, Cintray, La Guéroulde és Mandres községekkel határos.

## Népesség
A település népességének változása:
| Lakosok száma | 868  | 826  | 836  | 947  | 1151 | 1249 | 1267 | 1277 | 1285 | 1252 |
|               | 1968 | 1975 | 1982 | 1990 | 1999 | 2011 | 2013 | 2015 | 2017 | 2018 |